# Альдо Гіра
Альдо Гіра (італ. Aldo Ghira, 4 квітня 1920 — 13 липня 1991) — італійський плавець і ватерполіст.
Олімпійський чемпіон 1948 року.